# Laaer Ostbahn
De Laaer Ostbahn (vroeger Ostbahn Noord) is een spoorlijn in Oostenrijk. Het verbindt Wien Hauptbahnhof met Laa an der Thaya ten noorden van de hoofdstad. Het is tevens een verbinding met Tsjechië.